# Kim Cobb
Kim Cobb (Madison, 1974) è una climatologa statunitense.
Insegna scienze della terra, ambientali e planetarie all'Università Brown, dove dirige l'Institute at Brown for Environment and Society. In precedenza docente alla School of Earth and Atmospheric Sciences del Georgia Institute of Technology, Cobb si interessa particolarmente di oceanografia, geochimica e modellistica del paleoclima.

## Biografia
Nata in Virginia, Cobb è cresciuta a Pittsfield, nel Massachusetts. Interessandosi alla biologia e alla geologia all'Università Yale, è diventata sempre più consapevole delle cause antropiche del riscaldamento globale. Ha abbandonato il percorso di studi originale e ha fatto domanda per un programma estivo presso la Scripps Institution of Oceanography, laureandosi nel 1996. Nel 2002 ha conseguito il dottorato di ricerca in oceanografia, poi ha lavorato per due anni come assegnista di ricerca al California Institute of Technology, per poi entrare a far parte della Georgia Institute of Technology come assistente professore nel 2004. Ha all'attivo oltre 100 pubblicazioni peer-reviewed su riviste scientifiche del settore. È diventata professore ordinario nel 2015 e supervisiona diversi studenti di dottorato e master.

### Ricerca
Il gruppo di ricerca di Cobb cerca di comprendere il cambiamento climatico globale e di identificarne le cause naturali e antropogeniche. Cobb si è recata più volte nell'Oceano Pacifico tropicale e ha partecipato a molte spedizioni speleologiche nelle foreste pluviali del Borneo. Il suo gruppo di ricerca utilizza i coralli e le stalagmiti delle caverne come archivi dei cambiamenti climatici del passato, arrivando fino a diverse centinaia di migliaia di anni fa. Oltre a stilare registri paleoclimatici ad alta risoluzione, Cobb monitora anche la moderna variabilità climatica, ne esegue l'analisi del modello e caratterizza la variabilità climatica tropicale del Pacifico. Lei e il suo team hanno raccolto antichi frammenti di corallo dalle isole di Kiribati e Palmira, li hanno invecchiati con la datazione uranio-torio e quindi hanno utilizzato il ciclo del rapporto isotopico dell'ossigeno per misurare l'intensità degli eventi di El Niño negli ultimi 7.000 anni.
Cobb è nel comitato editoriale di Geophysical Review Letters ed è stata il principale autore del Sesto Rapporto IPCC del Gruppo intergovernativo sul cambiamento climatico. Nel maggio 2022 la Brown University ha annunciato la nomina di Cobb a direttore dell'Institute at Brown for Environment and Society.

### Politica e impegno pubblico

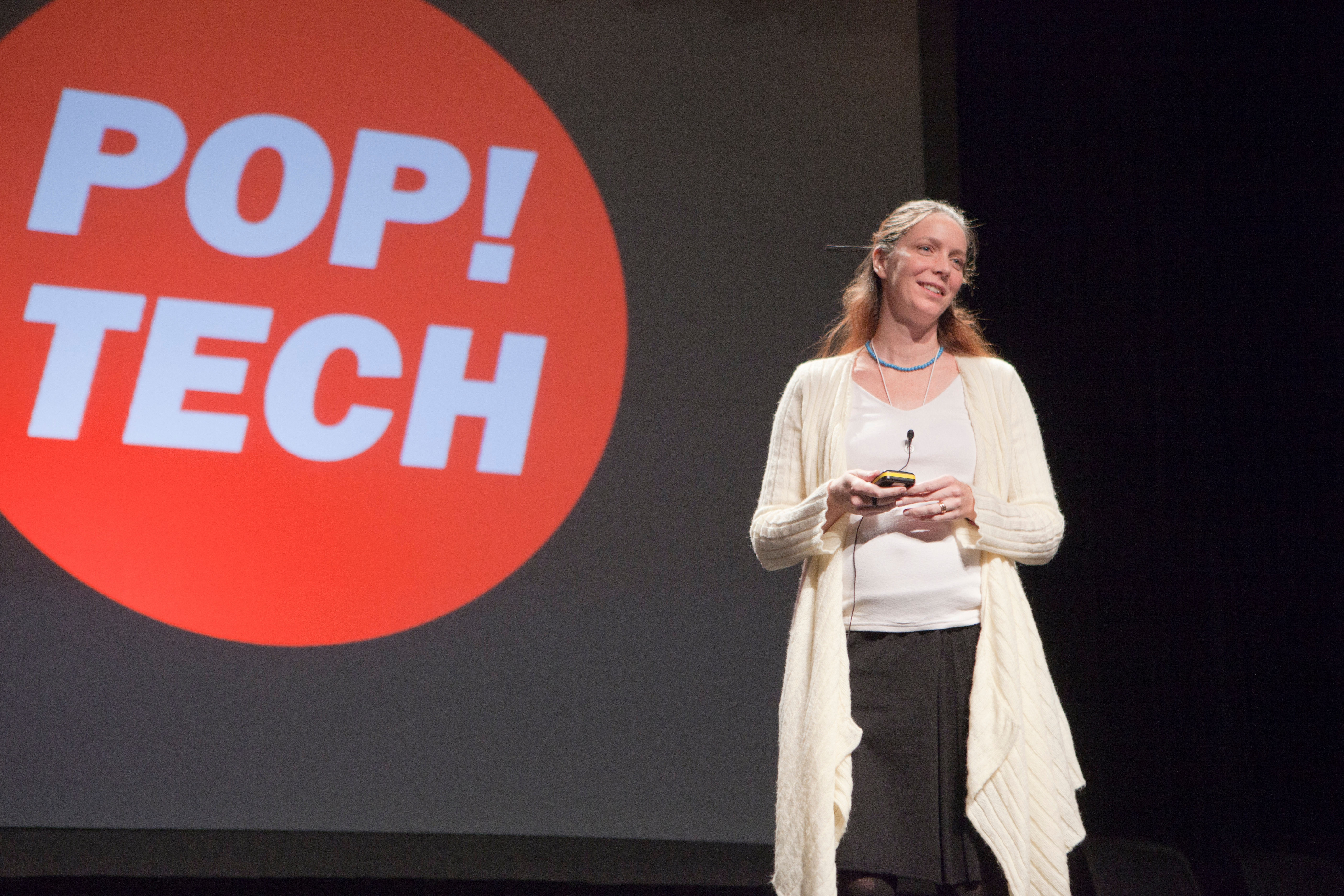
Cobb mentre tiene un discorso al PopTech nel 2010

Cobb fa parte dell'American Association for the Advancement of Science Climate Science Panel, del CLIVAR Pacific Panel e del PAGES-CLIVAR. Fa parte del consiglio consultivo dell'AAAS Leshner Institute for Public Engagement.
Sostiene la sensibilizzazione delle comunità e tiene regolarmente conferenze nelle scuole, nei college e in altri luoghi pubblici sulle scienze del clima. È autrice di numerosi articoli di interesse pubblico sui cambiamenti climatici ed è apparsa nel documentario prodotto da Showtime Years of Living Dangerously.

## Premi e riconoscimenti
- Nel 2007 ha vinto il premio NSF CAREER e il Georgia Tech Education Partnership Award
- Nel 2008 è stata riconosciuta come una dei migliori giovani scienziati della nazione, vincendo il Presidential Early Career Award for Scientists and Engineers (PECASE)
- Nel 2009 ha ricevuto una borsa di studio Kavli "Frontiers of Science".
- Cobb è stata ospite all'evento sulle politiche di flessibilità sul posto di lavoro della Casa Bianca nel 2011.
- Nel 2019 ha ricevuto la Medaglia Hans Oeschger 2020 dall'European Geosciences Union.[3]